# Епархия Нашика
Епархия Нашика (лат. Dioecesis Nashikensis) — епархия Римско-католической церкви c центром в городе Нашик, Индия. Епархия Нашика входит в митрополию Бомбея. Кафедральным собором епархии Нашика является собор святой Анны.

## История
15 мая 1987 года Римский папа Иоанн Павел II выпустил буллу Quandoquidem sanctissima, которой учредил епархию Нашика, выделив её из епархии Пуны.

## Ординарии епархии
- епископ Thomas Bhalerao (15.05.1987 — 31.03.2007);
- епископ Felix Anthony Machado (16.01.2008 — 10.11.2009);
- епископ Lourdes Daniel (11.11.2010 — по настоящее время).

## Источник
- Annuario Pontificio, Ватикан, 2007
- Булла Quandoquidem sanctissima  (лат.)